# 津榆铁路基址
津榆铁路基址，位于河北省秦皇岛市海港区迎宾路引青园内，属于全国重点文物保护单位“秦皇岛港口近代建筑群”。

## 简介
津榆铁路是秦皇岛港煤炭运输专用线，始建于1881年。1891年，清政府在山海关设北洋官办铁路局，并于1893年将铁路展至秦皇岛汤河和山海关。当时在津榆铁路该段担任运营的“龙号”机车是中国较早的蒸汽机车。
津榆铁路是中国首条自办铁路、首条标准轨距铁路。现存津榆铁路基址长117米、宽23米，是津榆铁路秦皇岛至汤河段在1915年改线前的路基，位于今秦皇岛市海港区迎宾路秦皇岛引青园内。2004年，作为优秀近现代重要史迹，秦皇岛市人民政府将津榆铁路基址公布为第四批秦皇岛市文物保护单位，并于2004年5月1日树立秦皇岛市文物保护单位标志，还复制了中国第一台蒸汽机车“龙号”模型安置在该基址上。2008年，津榆铁路基址作为“秦皇岛港口近代建筑群”组成部分被河北省人民政府公布为第五批河北省文物保护单位。2013年3月，津榆铁路基址作为“秦皇岛港口近代建筑群”组成部分被国务院公布为第七批全国重点文物保护单位。
路基上放置着一辆蒸汽机车车头，是1881年制造的“龙号”机车的复制品。“龙号”机车又名“中国火箭号”（Rocket of China），是中国工人自制的第一辆蒸汽机车。因露天存放，机车表层油饰脱落，锈蚀严重，内部木质结构部分腐烂。2013年，秦皇岛市文物局对“龙号”机车模型进行了保养修复。